# Kathrin Schrocke

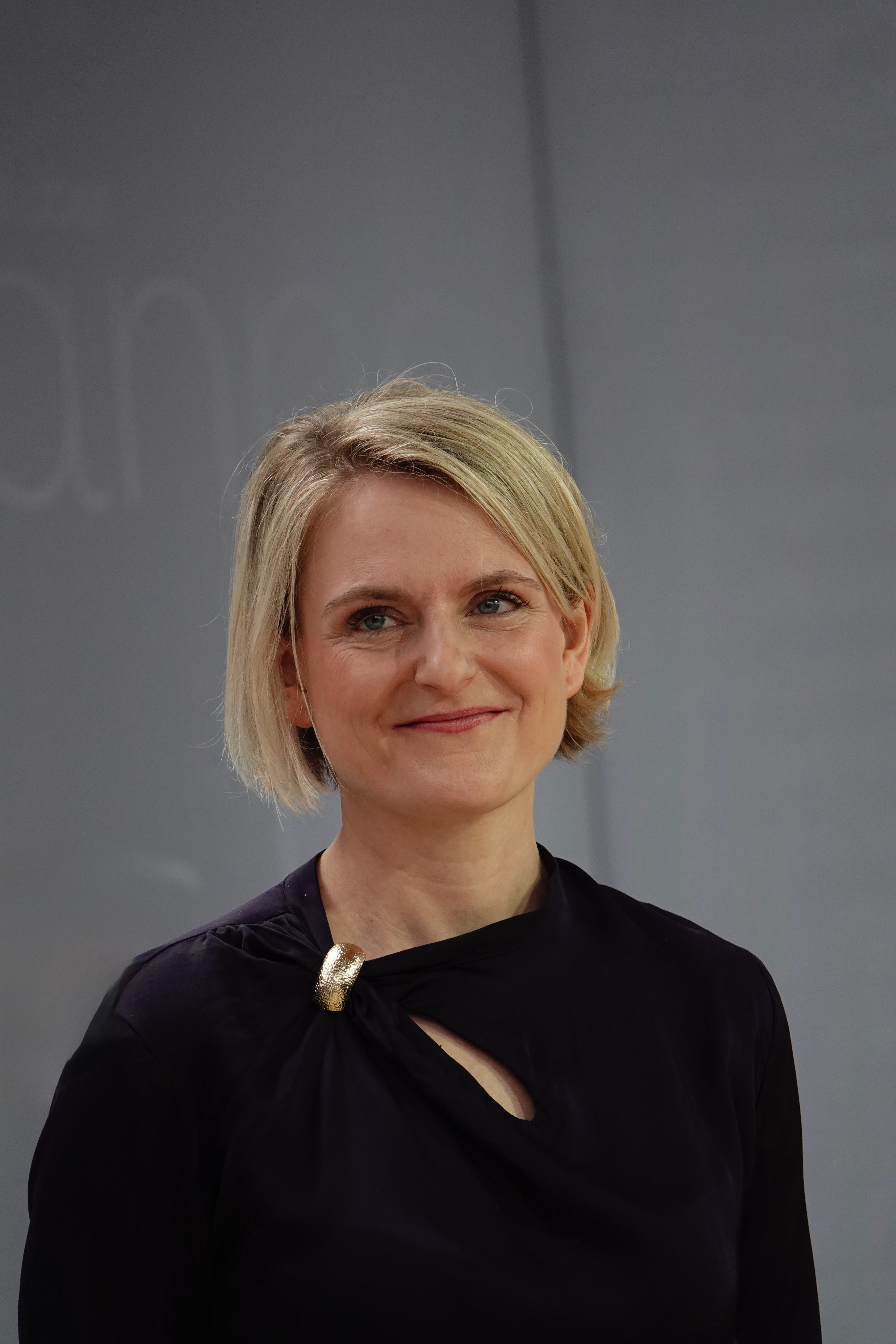
Kathrin Schrocke 2025 auf der Leipziger Buchmesse

Kathrin Schrocke (* 1975 in Augsburg) ist eine deutsche Kinder- und Jugendbuchautorin.

## Leben
Schrocke besuchte das Paul-Klee-Gymnasium in Gersthofen. Nach ihrem Germanistik- und Psychologiestudium in Bamberg belegte sie einen zweijährigen Fernkurs zum Thema Kinder- und Jugendliteratur in Wien. Sie war als Presseassistentin im Verlagswesen tätig, arbeitete als Journalistin für das Mädchenmagazin „Brigitte Young Miss“ und als Gastdozentin an der Otto-Friedrich-Universität Bamberg.
Seit 2008 ist sie als freie Kinder- und Jugendbuchautorin tätig und publiziert ihre Bücher sowohl unter ihrem tatsächlichen Namen als auch unter dem offenen Pseudonym Amina Paul. Für ihren Roman Freak City wurde sie mit dem Harzburger Jugendliteraturpreis („Harzburger Eselsohr“) und dem Nettetaler Jugendbuchpreis ausgezeichnet. Das Buch wurde außerdem für den Deutschen Kinder- und Jugendliteraturpreis 2011 nominiert. Auf der Buchmesse in Krakau wurde der Roman mit dem Titel „Bester Jugendroman International 2012“ ausgezeichnet. Andreas Kannengießer begann 2014 mit der Arbeit an der Verfilmung des Romans Freak City.
Im Wintersemester 2017/2018 hatte Schrocke die Poetikdozentur für Kinder- und Jugendliteratur an der PH Karlsruhe inne.
Aktuell lebt sie in Essen und Leipzig und baut mit 40 anderen Erwachsenen an einem Mehrgenerationenhaus.

## Werke

### Theaterstücke
- Offene Karten (Uraufgeführt am Paul-Klee-Gymnasium Gersthofen, 1995)
- Geschmacklosigkeiten (Uraufgeführt im Münchner Heiglhoftheater, 1998)
- Zement (Uraufgeführt im E.T.A.-Hoffmann-Theater Bamberg, 2007)

### Kinder- und Jugendbücher
- Weiße Tränen. Mixtvision, München 2023, ISBN 978-3-95854-205-1.
- Bunte Fische überall. Mixtvision, München 2021, ISBN 978-3-95854-170-2.
- Immer kommt mir das Leben dazwischen. Mixtvision, München 2019, ISBN 978-3-95854-142-9.
- Mein Leben und andere Katastrophen. Fischer Sauerländer, Frankfurt am Main 2015, ISBN 978-3-7373-5211-6.
- Verdammt gute Nächte. Fischer Sauerländer, Frankfurt am Main 2014, ISBN 978-3-7373-6713-4.
- Freak City. Sauerländer Verlag, Mannheim 2010, ISBN 978-3-7941-7081-4.
- Dorfprinzessinnen. Sauerländer Verlag, Düsseldorf 2009, ISBN 978-3-7941-7077-7.
- Abenteuer in der Geistervilla. Loewe Verlag, Bindlach 2008, ISBN 978-3-7855-5878-2.
- Pferdefreunde für immer! Loewe Verlag, Bindlach 2008, ISBN 978-3-7855-8059-2.
- Pferdeglück und Sommerträume. Loewe Verlag, Bindlach 2008, ISBN 978-3-7855-6290-1.
- Willkommen im Pferdeparadies. Loewe Verlag, Bindlach 2008, ISBN 978-3-7855-6291-8.
- Andi Erbsenbein und das Humperdock. Oetinger Verlag, Hamburg 2007, ISBN 978-3-7891-4733-3.
- Die Superhelden. Der erste Einsatz. ArsEdition, München 2007, ISBN 978-3-7607-2465-2.
- Die Superhelden. Bankraub mit Folgen. ArsEdition, München 2007, ISBN 978-3-7607-2654-0.
- Finding Alex. Oetinger Verlag, Hamburg 2007, ISBN 3-7891-4731-1.
- Liebesleid im Pferdeparadies. Loewe Verlag, Bindlach 2007, ISBN 978-3-7855-5909-3.
- Ein Pferd im Gepäck. Loewe Verlag, Bindlach 2006, ISBN 3-7855-5883-X.
- Falsche Cowboys, wahre Liebe. Loewe Verlag, Bindlach 2006, ISBN 3-7855-5660-8.
- Kleine Geistergeschichten. ArsEdition, München 2006, ISBN 3-7607-4059-6.
- Leselöwen Sternschnuppengeschichten. Loewe Verlag, Bindlach 2006, ISBN 3-7855-5815-5.
- Lesetiger Zaubergeschichten. Loewe Verlag, Bindlach 2005, ISBN 3-7855-5680-2.
- Pleiten, Tricks und ein Pferd zu wenig. Loewe Verlag, Bindlach 2005, ISBN 3-7855-5345-5.
- Stars und Stallgeflüster. Loewe Verlag, Bindlach 2005, ISBN 3-7855-5542-3.
- Lolle und die furchtlosen Zwillinge. Loewe Verlag, Bindlach 2004, ISBN 3-7855-5170-3.

als Amina Paul
- Zuckerkringel & Kompanie. Die Verschwörung der Törtchenprinzessin. Arena, Würzburg 2013, ISBN 978-3-401-06750-6.
- Die Konferenz der Gruselgeister. Arena, Würzburg 2011, ISBN 978-3-401-06576-2.
- Die Welt steht kopf - in der Elternschule. Arena, Würzburg 2010, ISBN 978-3-401-06441-3.

### Beiträge in Sammelbänden
- Große Ereignisse werfen ihre Schatten voraus. In: Gesa Kunter (Hrsg.): Eine Woche voller Erdbeertage: von Hormonen und anderen Katastrophen. Arena, Würzburg 2017, ISBN 978-3-401-60271-4.
- Kirschkönigin. In: Antje Wagner (Hrsg.): Unicorns don't swim. AvivA Verlag, Berlin 2016, ISBN 978-3-932338-82-3, S. 114–122.
- Das Haus vom Christkind. In: Stephan Koranyi und Gabriele Seifert (Hrsg.): Weihnachtsüberraschung. Reclam-Verlag, Stuttgart 2015, ISBN 978-3-15-011037-9, S. 106–110.
- Die Nachtwanderung. In: Die schönsten Leselöwen Geschichten. Loewe Verlag, Bindlach 2007, ISBN 978-3-7855-5936-9.
- Lights will guide you. In: Lindsay Dawn (Hrsg.): Vampire! Bissige Liebesgeschichten. Arena, Würzburg 2009, ISBN 978-3-401-50149-9.
- Prinzessinnenpost. In: Katrin Weller (Hrsg.): Prinzessin, Prinzessin! Von eigensinnigen Drachen, tollkühnen Helden und den frechsten Königstöchtern der Welt. Arena, Würzburg 2009, ISBN 978-3-401-50117-8, S. 53–69.
- Schnee in Mexiko City. In: Anette Bley (Hrsg.): Ein Stern strahlt um die Welt. Kinder feiern Weihnachten hier bei uns und anderswo. Loewe, Bindlach 2006, ISBN 3-7855-4469-3.
- Verrückte Hühner. In: Anna Taube (Hrsg.): Planet Fußball. Geschichten rund um die Welt. Loewe, Bindlach 2006, ISBN 3-7855-5827-9.
- Zauberer Ziberius. In: Die schönsten Lesetiger Geschichten. Loewe, Bindlach 2007, ISBN 978-3-7855-5937-6.

### Übersetzungen
- Mit liv og andre katastrofer. Turbine, Aarhus 2016, ISBN 978-87-406-0628-7 (dänisch).
- Freak City. Turbine, Aarhus 2015, ISBN 978-87-406-0432-0 (dänisch).
- Kaviné Freak City. Alma littera, Vilnius 2015, ISBN 978-609-01-1340-0 (litauisch).
- Senza Parole. Loescher Editore, Turin 2015, ISBN 978-88-201-3693-2 (italienisch).
- Freak City. Scarlet Voyage, Berkeley Heights 2014, ISBN 978-1-62324-005-9 (englisch).
- Freak City. Shiji Chubanshe, Nanchang 2014, ISBN 978-7-5391-9038-9 (chinesisch).
- Freak City. Joie de Lire, Genf 2012, ISBN 978-288-9081-54-7 (französisch).
- Freak City. Dreams Wydawn, Rzeszów 2012, ISBN 978-83-63579-03-6 (polnisch).
- Encontrando a Alex. Lual Ediciones, Madrid 2009, ISBN 978-84-936606-4-2 (spanisch).
- Sztárok a lovardában. Fabula Stúdió, Budapest 2010, ISBN 978-963-7461-49-1 (ungarisch).
- Verrückte Hühner. Mlada Fronta, Prag 2008.
- Verrückte Hühner. S. Patakis, Athen 2008.

## Auszeichnungen
- Arbeitsstipendium des Kultusministeriums NRW, 2019
- Stadtschreiberin Hausach, 2017
- Nominierung für den Mannheimer Feuergriffel, Stadt Mannheim 2017
- Writer in Residence Villa Decius, Krakau 2016
- Writer in Residence „Struwwelpippi kommt zur Springprozession“,[2] Luxemburg 2016
- Auszeichnung „bester Jugendroman international“, Buchmesse Krakau 2012
- Nominierung für die Goldene Leslie – Jugendbuchpreis des Landes Rheinland-Pfalz 2011
- Nominierung für den Deutschen Jugendliteraturpreis 2011 für Freak City[3]
- Nettetaler Jugendliteraturpreis 2010
- Harzburger Jugendliteraturpreis („Harzburger Eselsohr“) 2010
- Nominierung für den Hansjörg-Martin Krimipreis für den besten deutschen Jugendkrimi des Jahres 2010
- Kunstförderpreis der Stadt Augsburg 2009
- Arbeitsstipendium im Künstlerhaus Lukas in Ahrenshoop 2007,[4] gefördert durch das Land Mecklenburg-Vorpommern
- Arbeitsstipendium im internationalen Künstlerdorf Schöppingen, gefördert durch das Land Nordrhein-Westfalen